# Íñigo Cuesta

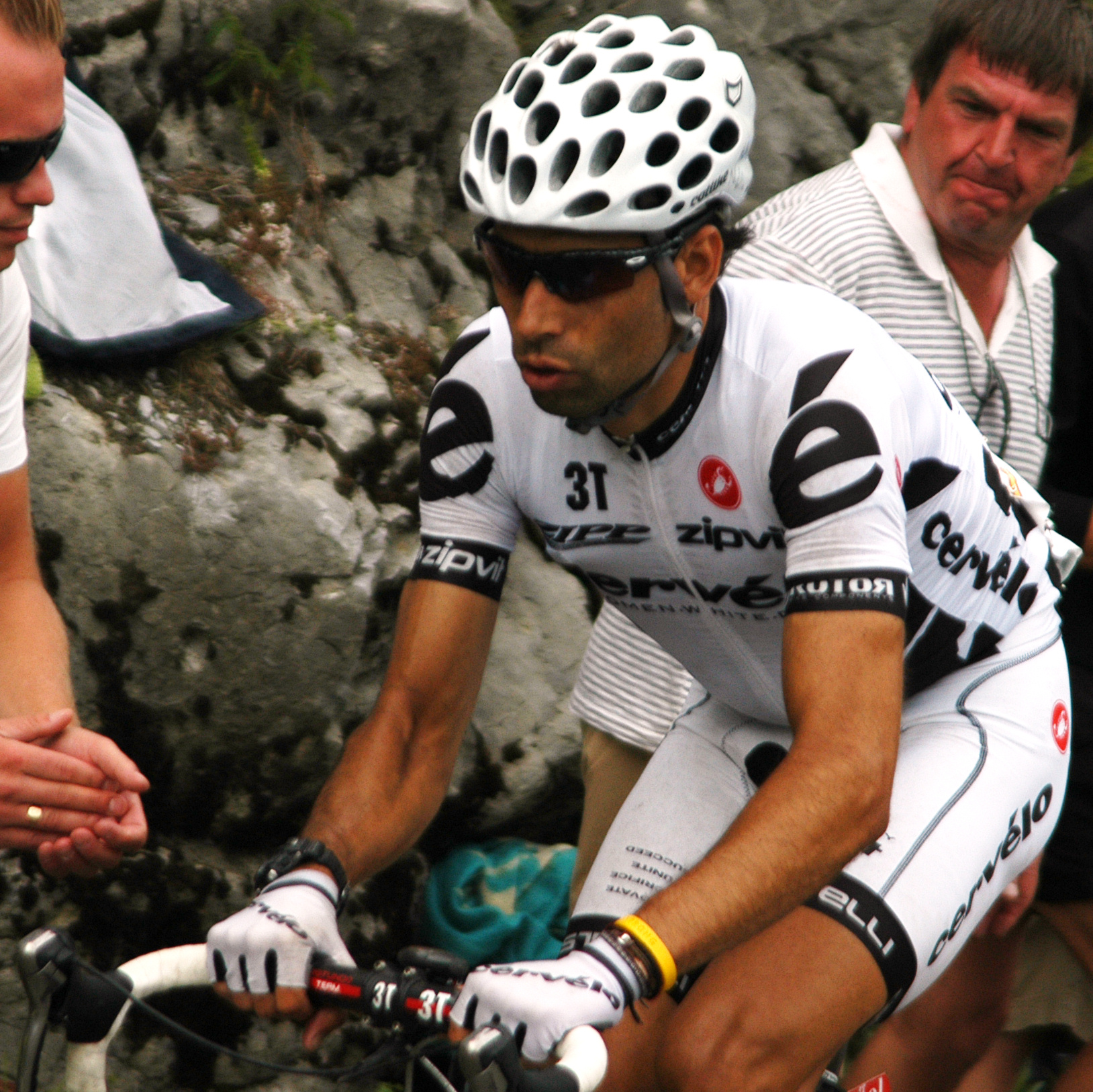
Íñigo Cuesta bei der Tour de France 2009

Íñigo Cuesta Lopez de Castro (* 3. Juni 1969 in Villarcayo, Burgos) ist ein ehemaliger spanischer Radrennfahrer.

## Werdegang
1994 wurde Cuesta Profi beim Radsportteam Euskadi-Petronor. Seinen größten Erfolg feierte er im Jahre 1998 mit dem Gesamtsieg der Baskenlandrundfahrt. Weitere Erfolge erzielte er mit Etappensiegen bei der Katalonien-Rundfahrt und der Dauphiné Libéré. 2010 startete er mit der Startnummer 1 zu seiner 17. Vuelta a España, die er nur dreimal vorzeitig abbrechen musste. Hierbei erreichte er 2001 mit dem 13. Gesamtrang sein bestes Ergebnis. Seit 1994 startet er also jedes Jahr bei seiner Heimatrundfahrt und ist damit der Rekordteilnehmer dieser Grand Tour.
Seine letzte Saison als Radprofi bestritt er mit dem spanischen Professional Continental Team Caja Rural. Sein letztes Radrennen war im August 2011 die Burgos-Rundfahrt.

## Erfolge
1998
- Gesamtwertung Baskenland-Rundfahrt

2000
- eine Etappe Dauphiné Libéré

2005
- eine Etappe Katalonien-Rundfahrt

## Grand Tours-Platzierungen
| Grand Tour            | 1994 | 1995 | 1996 | 1997 | 1998 | 1999 | 2000 | 2001 | 2002 | 2003 | 2004 | 2005 | 2006 | 2007 | 2008 | 2009 | 2010 | 2011 |
| --------------------- | ---- | ---- | ---- | ---- | ---- | ---- | ---- | ---- | ---- | ---- | ---- | ---- | ---- | ---- | ---- | ---- | ---- | ---- |
| Giro d’ItaliaGiro     | –    | –    | –    | –    | –    | –    | –    | –    | –    | –    | –    | –    | 52   | –    | –    | –    | 85   | –    |
| Tour de FranceTour    | –    | –    | DNF  | 70   | –    | –    | –    | 63   | 49   | 127  | –    | –    | –    | 51   | –    | 87   | –    | –    |
| Vuelta a EspañaVuelta | 15   | DNF  | 46   | 60   | 52   | 45   | DNF  | 13   | 25   | 22   | DNF  | 29   | 27   | 41   | 37   | 35   | 26   | –    |

## Teams
- 1994–1995 Euskadi
- 1996–2000 ONCE
- 2001–2004 Cofidis-Le Crédit par Téléphone
- 2005 Saunier Duval-Prodir
- 2006–2008 Team CSC
- 2009–2010 Cervélo TestTeam
- 2011 Caja Rural